# 泰奧峰
46°22′11″N 10°07′34″E / 46.36972°N 10.12611°E
泰奧峰（義大利語：Piz dal Teo），是歐洲的山峰，位於意大利和瑞士接壤的邊境，屬於利維尼奧阿爾卑斯山脈的一部分，海拔高度3,049米，每年平均降雨量1,386毫米。